# Левашка (приток Ваймуги)
Левашка — река в России, протекает по Архангельской области. Устье реки находится в 87 км от устья Ваймуги по левому берегу. Длина реки составляет 50 км, площадь водосборного бассейна — 513 км².

## Притоки
- Русручей (лв)
- 26 км: Кузега (лв)
- 36 км: Березовая (лв)

## Данные водного реестра
По данным государственного водного реестра России относится к Двинско-Печорскому бассейновому округу, водохозяйственный участок реки — Северная Двина от впадения реки Вага и до устья, без реки Пинега, речной подбассейн реки — Северная Двина ниже места слияния Вычегды и Малой Северной Двины. Речной бассейн реки — Северная Двина.
Код объекта в государственном водном реестре — 03020300412103000034048.